# German Darts Open
| German Darts Open   | German Darts Open      |
| ------------------- | ---------------------- |
| Sportart            | Darts                  |
| Organisator         | PDC                    |
| Turnierart          | Ranglistenturnier      |
| Austragungsort      | wechselnd              |
| Austragungszeitraum | wechselnd              |
| Rekordsieger        | Peter Wright (2×)      |
| letzter Sieger      | Krzysztof Ratajski     |
| Letzte Austragung   | German Darts Open 2023 |

Das German Darts Open war ein Ranglistenturnier der Professional Darts Corporation. Es war ein Event der European Darts Tour, welche im Rahmen der Pro Tour durchgeführt wird. Es wurde 2017 zum ersten Mal ausgetragen. Veranstaltungsort war 2017, 2018 und 2019 die Saarlandhalle in Saarbrücken. 2022 und 2023 wurde das Turnier in der Sparkassen-Arena in Jena ausgetragen.
Erster Sieger des Turniers war der Schotte Peter Wright. Letzter Sieger des Turniers war der Pole Krzysztof Ratajski.

## Format
Das Turnier wurde im K.-o.-System gespielt. Spielmodus war ab 2018 in den ersten drei Runden best of 11 legs, im Halbfinale best of 13 legs und im Finale best of 15 legs. Jedes leg wurde im double-out-Modus gespielt.

## Preisgeld
Bei diesem Turnier wurden zuletzt insgesamt £ 175.000 an Preisgeldern ausgeschüttet.
Das Preisgeld verteilte sich unter den Teilnehmern wie folgt:
| Position (Anzahl der Spieler) | Position (Anzahl der Spieler) | Preisgeld |
| ----------------------------- | ----------------------------- | --------- |
| Gewinner                      | (1)                           | £ 30.000  |
| Finalist                      | (1)                           | £ 12.000  |
| Halbfinalisten                | (2)                           | £ 8.500   |
| Viertelfinalisten             | (4)                           | £ 6.000   |
| Achtelfinalisten              | (8)                           | £ 4.000   |
| Verlierer der 2. Runde        | (16)                          | £ 2.500   |
| Verlierer der Vorrunde        | (16)                          | £ 1.250   |
|                               |                               |           |
|                               |                               | £ 175.000 |

## Finalergebnisse
| Jahr | Austragungsort             | Sieger                               | Ergebnis                             | Finalist                             | Preisgeld                            | Preisgeld                            |
| Jahr | Austragungsort             | Sieger                               | Ergebnis                             | Finalist                             | Gesamt                               | Sieger                               |
| ---- | -------------------------- | ------------------------------------ | ------------------------------------ | ------------------------------------ | ------------------------------------ | ------------------------------------ |
| 2017 | Saarlandhalle, Saarbrücken | Peter Wright                         | 6 : 5                                | Benito van de Pas                    | 0£ 135.000                           | 0£ 25.000                            |
| 2018 | Saarlandhalle, Saarbrücken | Max Hopp                             | 8 : 7                                | Michael Smith                        | 0£ 135.000                           | 0£ 25.000                            |
| 2019 | Saarlandhalle, Saarbrücken | Michael van Gerwen                   | 8 : 3                                | Ian White                            | 0£ 140.000                           | 0£ 25.000                            |
| 2020 | Sparkassen-Arena, Jena     | Abgesagt wegen der COVID-19-Pandemie | Abgesagt wegen der COVID-19-Pandemie | Abgesagt wegen der COVID-19-Pandemie | Abgesagt wegen der COVID-19-Pandemie | Abgesagt wegen der COVID-19-Pandemie |
| 2021 | nicht ausgetragen          | nicht ausgetragen                    | nicht ausgetragen                    | nicht ausgetragen                    | nicht ausgetragen                    | nicht ausgetragen                    |
| 2022 | Sparkassen-Arena, Jena     | Peter Wright                         | 8 : 6                                | Dimitri Van den Bergh                | 0£ 140.000                           | 0£ 25.000                            |
| 2023 | Sparkassen-Arena, Jena     | Krzysztof Ratajski                   | 8 : 3                                | Stephen Bunting                      | 0£ 175.000                           | 0£ 30.000                            |